# Idiotikon
Ein Idiotikon ist ein Wörterbuch, das dialektale, ferner auch soziolektale oder fachsprachliche Ausdrücke erläutert, mithin in der Regel ein Mundart- oder Regionalismenwörterbuch.

## Begriffs- und Wissenschaftsgeschichte
Der Begriff Idiotikon stammt aus dem 18. Jahrhundert. Etymologisch geht das Wort auf griechisch idios ‘abgesondert, eigen, privat’ zurück; ein Idiotikon ist also ein ‘Verzeichnis der einer gewissen Landschaft eigenen [und deshalb erklärungsbedürftigen] Ausdrücke’. Die Meinung, das Wort gehe auf griech. idiotes ‘privat, ungelehrt, laienhaft’, Idiom ‘Sprache, Dialekt’, Idiot in seiner früheren Bedeutung ‘Ungebildeter, Mann aus dem Volke’ oder auf griech. idiotikos ‘kunstlos, gemein’ zurück und bedeute somit ‘Wörterbuch der Volkssprache’, ist unzutreffend.
Der Begriff Idiotikon wurde 1743 vom Griechischdozenten Michael Richey für sein Hamburger Wörterbuch (siehe unten) geschaffen. Das Wort Idiotismus findet sich erstmals in Johann Bödikers Grundsätzen der Teutschen Sprache, Berlin 1746, wo es in der Bedeutung ‘örtlich, zeitlich, personell oder situativ variierter syntaktischer Stil’ verwendet wird. Carl Friedrich Aichinger (1753/4) und Johann Christoph Gottsched (1762) verstanden unter Idiotismen ‘Redensarten, Phraseologismen’. In der später allgemein gültigen Bedeutung ‘Ausdruck, der einer gewissen Landschaft eigen ist’ wird der Begriff Idiotismus womöglich zum ersten Mal in der 1755 gedruckten zweiten Auflage von Richeys Wörterbuch verwendet.
Wissenschaftsgeschichtlich stehen Idiotika am Anfang der Dialektologie und gründen in der zunehmenden Reisetätigkeit im aufgeklärten 18. Jahrhundert.

## Bekanntere und weniger bekannte Idiotika
Das erste gedruckte Wörterbuch, das sich Idiotikon nannte, war das 1743 erstmals herausgekommene Idioticon Hamburgense oder Wörter-Buch zur Erklärung der eigenen, in und um Hamburg gebräuchlichen Nieder-Sächsischen Mund-Art von Michael Richey (1678–1761).
1759 erschien das Idioticon Prussicum von Johann Georg Bock in Königsberg. Fast gleichzeitig, nämlich um 1760 herum, wurde das Idioticon Rauracum oder Baselische Wörterbuch des Basler Professors Johann Jacob Spreng (1699–1768) verfasst, das damals jedoch nicht veröffentlicht wurde (vollständige Edition 2014). Aus derselben Zeit stammt das damals ebenfalls unpubliziert gebliebene Idioticon bernense und Glossarium helveticum des 1768 verstorbenen Berners Samuel Schmidt (Edition 1855). Von Johann Jakob Bodmers 1756 propagiertem Idioticon Turicense oder Zurichgoviense, mit dem er zeigen wollte, dass (in diesem Fall zürichdeutsche) Mundartwörter ehrwürdige Überreste des Alt- und Mittelhochdeutschen seien, erschienen hingegen lediglich eine Kostprobe von drei Druckbogen (1757) sowie eine Wörterliste in seinem Lehrbuch der deutschen Sprache (1773).
Weitere bekannte Idiotika sind das Nürnberger Idiotikon von Georg Andreas Will, das Ende des 18. Jahrhunderts entstanden ist, und das 1800–1806 von dem Juristen Johann Friedrich Schütze veröffentlichte vierbändige Holsteinische Idiotikon (Nachdruck 1976). 1811 erschien Mundart der Oesterreicher oder Kern ächt österreichischer Phrasen und Redensarten. Von A bis Z zusammengestellt von Ignaz von Sonnleithner, das 1824 als Idioticon Austriacum, das ist: Mundart der Oesterreicher, oder Kern ächt österreichischer Phrasen und Redensarten. Von A bis Z „mit besonderer Rücksicht auf Wien“ in 2. Auflage erschien.
Ein erstes Schweizerisches Idiotikon wurde 1806 und 1812 vom Pfarrer Franz Joseph Stalder als „Versuch“ veröffentlicht. Das fertige Manuskript einer Überarbeitung (1832) konnte er nicht mehr zum Druck bringen, und er vermachte es der Luzerner Zentralbibliothek (Edition 1994).
Auf der Grundlage von Stalders Manuskript begann Friedrich (Fritz) Staub, unterstützt von der Antiquarischen Gesellschaft in Zürich, 1862 mit der Arbeit an einem neuen Schweizerischen Idiotikon. Der Name referiert explizit auf Stalders Vorgängerwerk und war, weil der Terminus „Idiotikon“ zunehmend veraltet erschien, vor dem Erscheinen der ersten Lieferung 1881 heftig umstritten. Inzwischen umfasst dieses „neue“ Idiotikon 16 abgeschlossene Bände mit rund 150.000 Stichwörtern, womit es das umfangreichste und detaillierteste Regionalwörterbuch im deutschen Sprachraum ist. Die Printversion des gesamten Werks ist auf 17 Bände angelegt.
Weitere Wörterbücher, die sich Idiotikon oder Verzeichnis von Idiotismen nennen, sind:
- August Wilhelm Hupel: Idiotikon der deutschen Sprache in Lief- und Ehstland. Nebst eingestreueten Winken für Liebhaber. Riga 1795.
- Joseph Müller und Wilhelm Weitz: Die Aachener Mundart. Idiotikon nebst einem poetischen Anhange. Mayer, Aachen/Leipzig 1836 (Digitalisat).
- Carl Jakob Durheim: Schweizerisches Pflanzen-Idiotikon. Hubert & Comp. (Körber), Bern 1856 (ein Wörterbuch der Pflanzennamen in den verschiedenen Mundarten der deutschen, französischen und italienischen Schweiz).
- Carl von Scheuchenstuel: Idioticon der österreichischen Berg- und Hüttensprache. Zum besseren Verständnisse des österr. Berg-Gesetzes und dessen Motive für Nicht-Montanisten. Braumüller, Wien 1856 (vollständige Ansicht in der Google-Buchsuche).
- Simon Martin Mayer (Hrsg.): Anton Ueberfelder’s Kärntnerisches Idiotikon. Johann Leon, Klagenfurt 1862 (vollständige Ansicht in der Google-Buchsuche).
- Johann Baptist Schöpf, Anton J. Hofer: Tirolisches Idiotikon. Wagner, Innsbruck 1866 (vollständige Ansicht in der Google-Buchsuche; Digitalisat der Landesbibliothek Dr. Friedrich Teßmann).
- Verzeichniss der Idiotismen plattdeutscher Mundart, volksthümlich in Dortmund und dessen Umgegend. Gesammelt von Heinrich Köppen, veröffentlicht von seinen Freunden und Verehrern. Dortmund 1877 (Digitalisat).
- A. F. C. Vilmar: Idiotikon von Kurhessen. Marburg und Leipzig 1868; mit einem Nachtragsband Mundartliche und stammheitliche Nachträge zu A. F. C. Vilmar’s Idiotikon von Kurhessen durch Hermann v. Pfister. Marburg 1886.
- Martin Schultze: Idioticon der nord-thüringischen mundart. Nordhausen 1874 (Digitalisat).
- Martin Tschumpert: Versuch eines bündnerischen Idiotikon, zugleich ein Beitrag zur Darstellung der mittelhochdeutschen Sprache und der Culturgeschichte von Graubünden. Unvollendet; fünf Lieferungen erschienen: Senti, Chur 1880. 1882. 1888; Manatschal, Ebner & Cie., Chur 1892. 1896.
- Selmar Kleemann: Beiträge zu einem nord-thüringischen Idiotikon. Programm Quedlinburg 1882 (Digitalisat).
- Georg Autenrieth: Pfälzisches Idiotikon. Zweibrücken 1899 (Digitalisat).
- D. Saul: Ein Beitrag zum Hessischen Idiotikon. Marburg 1901. [Über die Mundart im Heimatort des Autors Balborn bei Wolfhagen.]
- Georg Kloß: Das Idiotikon der Burschensprache. Herausgegeben mit einer Einführung von Carl Manfred Frommel. Frankfurt a. M. 1931.
- Harry Karl: Das Heinersdorfer Idiotikon. Kronach 1988 (oberfränkischer Dialektraum).

Für integrierte Wörterverzeichnisse:
- Idiotikon zur Erklärung der Volkslieder. In: Gottlieb Jakob Kuhn: Volkslieder und Gedichte. Bern 1806.
- J. H. Schmitz: Sitten und Sagen, Lieder, Sprüchwörter und Räthsel des Eifler Volkes, nebst einem Idiotikon. Trier 1856.

Das Züri-Slangikon, eine von Domenico Blass 1989 initiierte Sammlung des Zürcher Slangs, vereinigt im Titel die Wörter «Slang» und «Idiotikon» (aktuelle Ausgabe 2023).
Nicht alle Wörterbücher aus dem 18. und dem frühen 19. Jahrhundert nannten sich Idiotikon. Hierzu gehören das 1767–1771 von der Bremischen Deutschen Gesellschaft herausgegebene Bremisch-niedersächsische Wörterbuch und das von Johann Andreas Schmeller 1827–1836 geschaffene Bayerische Wörterbuch.